# Autódromo Hermanos Rodríguez
Az Autódromo Hermanos Rodríguez (magyarul Rodríguez testvérek versenypálya) egy versenypálya Mexikóvárosban, Mexikó fővárosában. Mexikóváros északkeleti részén, Iztacalco kerületben, egy közparkban alakították ki a Magdalena Mixhuca Sportváros területén. A pálya 2285 méteres tengerszint feletti magasságban fekszik, emiatt a ritka levegő külön kihívás elé állítja a versenyzőket és az autókat egyaránt. Mivel a térség geológiailag aktív, ezért az aszfalt felülete meglehetősen egyenetlen. Utolsó kanyarja, a hosszú rajt/cél egyenes előtti Peraltada kissé a monzai Parabolicára hasonlít, ez azonban döntött, így még nagyobb sebességgel lehet bevenni. 1963-tól 1970-ig és 1986-tól 1992-ig itt rendezték a Formula–1 mexikói nagydíjat, 2015-ben kezdve pedig ismét visszatért a pálya a versenysorozat naptárába, némileg módosított vonalvezetéssel, a legendás S-kanyarok nélkül, és a Peraltada kanyar félbevágásával.

## Története
1979-ig a Magdalena Mixhuca nevet viselte, de ekkor két mexikói versenyzőről, Pedro és Ricardo Rodríguezről nevezték el. Ricardo az első itt tartott, 1962-es versenyen (a Peraltada kanyarban, felfüggesztési hiba miatt), egy nem világbajnoki Formula–1-es futamon halt meg. 1963-tól már beleszámítottak a bajnokságba a versenyek. Az 1970-es Mexikó Nagydíjon a nézők áttörték a védőkerítéseket és a pálya szélére telepedtek. A versenyen senki sem sérült meg, de a rossz biztonság miatt 1971-ben már nem rendeztek mexikói nagydíjat. 1986-ban nyitották meg újra a versenypályát, számos átépítés után. Megváltoztatták az első kanyart és kivették a vonalvezetésből a hajtűkanyart. A bukótereket kiszélesítették, és egy új boxépületet húztak fel. 2015-ben ismét felújították a pályát, amit október 4-én ünnepélyesen fel is avattak.

## Pályavariációk
A „normál pályán” kívül (Pista Completa) több variáció is létezik. A 4,053 km hosszú Circuito Nascar változaton a rajt-cél egyenesen egy sikán van, és a pálya a 4-es és a 9-es között le van rövidítve. Létezik egy oválpálya (Ovalo) is, amely a célegyenest a hátsó egyenessel köti össze.
A rajt-cél egyenest ezenkívül az 1/4 -mérföldes dragster-versenyre is használják (Recta Principal). Végül létezik egy rövidített változat a pályán (Circuito 3 km), amely az oválpálya célegyenes utáni részét, és a pálya elsőtől tizenharmadik kanyarjáig tartó részét foglalja magában.

1959-1985
1986-2014
2015-

Formula–E régi vonalvezetés
Formula–E új vonalvezetés

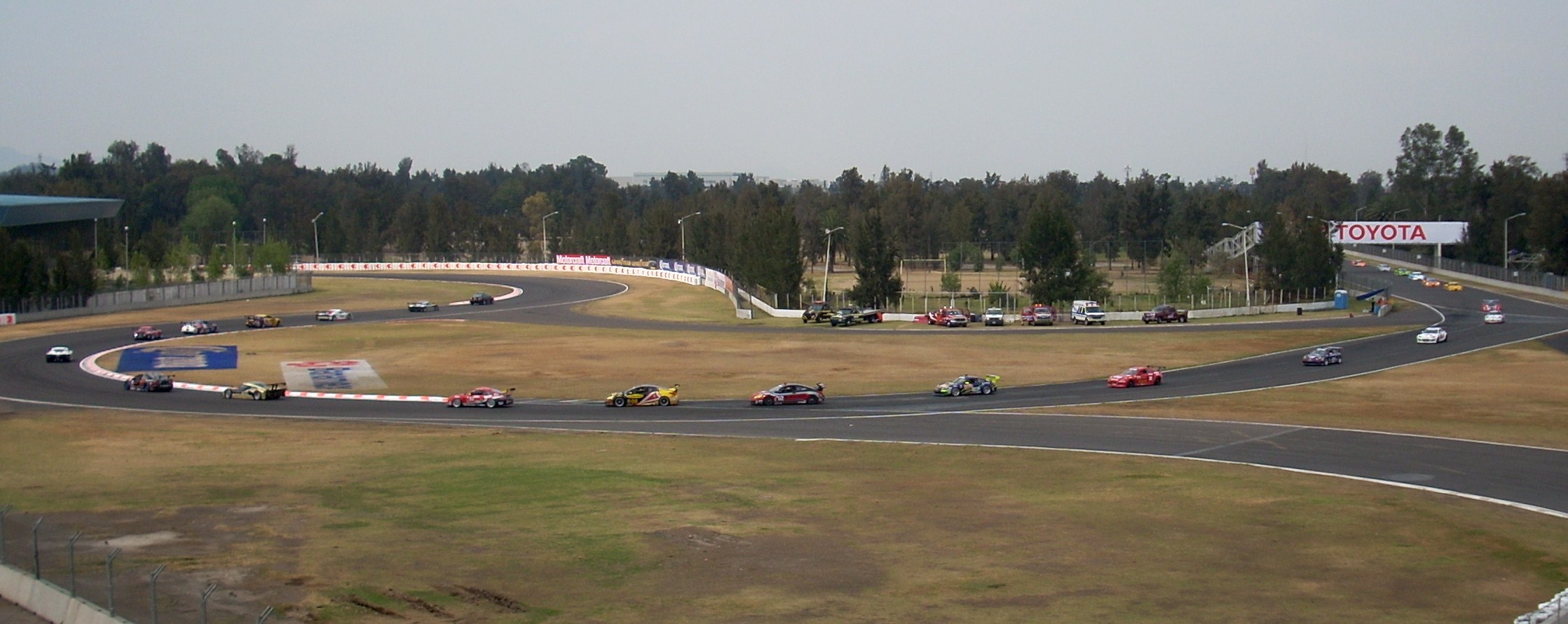
Autóverseny 2008-ban

## Baseballstadion

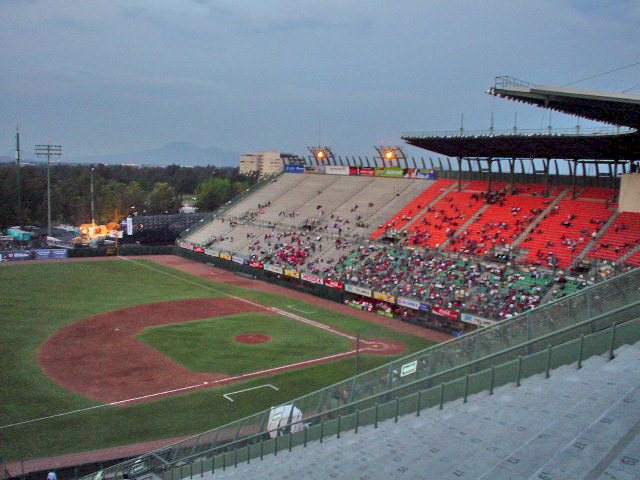
A Foro Sol baseball stadion

A Peraltada kanyar belső részében az utolsó F1-es verseny után egy baseballstadiont építettek Foro Sol néven, amely 50 000 férőhelyes. A létesítmény korábban a Diablos Rojos del México baseball csapat stadionja is volt, valamint számos koncertnek adott már otthont. Paul McCartney, a The Rolling Stones, Madonna, a U2 és Britney Spears is fellépett már itt.
A 2015-ös Formula–1-es szezonra a pálya vonalvezetését a Foro Sol stadionon átvezették, így a Peraltada kanyar felét használják csak a versenyzők.